# Форт-Брегг (Каліфорнія)
Форт-Брегг (англ. Fort Bragg) — місто на березі Тихого океану в США, в окрузі Мендосіно штату Каліфорнія. Населення — 6983 особи (2020).
Засноване як військовий форт 11 червня 1857 незадовго до Громадянської війни в США. Гораціо Гібсон, засновник форту, назвав його на честь свого колишнього командира, Брекстона Брегга.
Надалі місто стало популярним туристичним курортом на узбережжі. Поблизу міста розташований національний парк МакКерріхер, однією з особливостей якого є скляний пляж.

## Географія
Форт-Брегг розташований за координатами 39°26′28″ пн. ш. 123°48′13″ зх. д. / 39.44111° пн. ш. 123.80361° зх. д. (39.441069, -123.803620).  За даними Бюро перепису населення США 2010 року місто мало площу 7,21 км², з яких 7,12 км² — суходіл та 0,09 км² — водойми.

### Клімат
Місто знаходиться у зоні, котра характеризується середземноморським кліматом. Найтепліший місяць — липень із середньою температурою 13.9 °C (57 °F). Найхолодніший місяць — січень, із середньою температурою 8.3 °С (47 °F).
| Клімат Форт-Брегга      | Клімат Форт-Брегга | Клімат Форт-Брегга | Клімат Форт-Брегга | Клімат Форт-Брегга | Клімат Форт-Брегга | Клімат Форт-Брегга | Клімат Форт-Брегга | Клімат Форт-Брегга | Клімат Форт-Брегга | Клімат Форт-Брегга | Клімат Форт-Брегга | Клімат Форт-Брегга | Клімат Форт-Брегга |
| Показник                | Січ.               | Лют.               | Бер.               | Квіт.              | Трав.              | Черв.              | Лип.               | Серп.              | Вер.               | Жовт.              | Лист.              | Груд.              | Рік                |
| Абсолютний максимум, °C | 23,9               | 23,9               | 24,4               | 25                 | 28,3               | 30                 | 27,8               | 26,1               | 30,6               | 35,6               | 28,3               | 25,6               | 35,6               |
| Середній максимум, °C   | 13                 | 13                 | 14                 | 15                 | 16                 | 17                 | 18                 | 18                 | 18                 | 17                 | 15                 | 13                 | 16                 |
| Середня температура, °C | 8                  | 8                  | 9                  | 10                 | 11                 | 13                 | 13                 | 13                 | 13                 | 12                 | 10                 | 8                  | 11                 |
| Середній мінімум, °C    | 4                  | 4                  | 5                  | 6                  | 7                  | 9                  | 9                  | 9                  | 9                  | 8                  | 6                  | 4                  | 7                  |
| Абсолютний мінімум, °C  | −4,4               | −3,9               | −3,3               | −2,2               | 0                  | 1,7                | 1,7                | 1,7                | 0,6                | −3,3               | −3,3               | −2,8               | −4,4               |
| Норма опадів, мм        | 190                | 150                | 140                | 70                 | 30                 | 10                 | 0                  | 0                  | 10                 | 60                 | 130                | 170                | 1030               |
| Днів з опадами          | 15,4               | 14,3               | 13,8               | 10,1               | 6,9                | 3,6                | 2,2                | 3,4                | 4                  | 7,1                | 13,6               | 16,4               | 110,8              |
| ----------------------- | ------------------ | ------------------ | ------------------ | ------------------ | ------------------ | ------------------ | ------------------ | ------------------ | ------------------ | ------------------ | ------------------ | ------------------ | ------------------ |
| Джерело: Weatherbase    |                    |                    |                    |                    |                    |                    |                    |                    |                    |                    |                    |                    |                    |

## Демографія
Згідно з переписом 2010 року, у місті мешкали 7273 особи в 2863 домогосподарствах у складі 1609 родин. Густота населення становила 1009 осіб/км².  Було 3196 помешкань (443/км²).
Расовий склад населення:
| - 74,8 % — білих - 2,2 % — корінних американців - 1,5 % — азіатів - 0,7 % — чорних або афроамериканців - 0,2 % — вихідців з тихоокеанських островів - 16,0 % — осіб інших рас |

До двох чи більше рас належало 4,6 %. Частка іспаномовних становила 31,8 % від усіх жителів.
Віковий діапазон населення такий: 24,7 % — особи молодші 18 років, 61,6 % — особи у віці 18—64 років, 13,7 % — особи у віці 65 років та старші. Медіана віку жителя становила 37,4 року. На 100 осіб жіночої статі у місті припадало 95,8 чоловіків;  на 100 жінок у віці від 18 років та старших — 95,7 чоловіків також старших 18 років.
Середній дохід на одне домашнє господарство  становив 46 016 доларів США (медіана — 33 867), а середній дохід на одну сім'ю — 60 884 долари (медіана — 53 571). Медіана доходів становила 36 218 доларів для чоловіків та 36 683 долари для жінок. За межею бідності перебувало 22,3 % осіб, у тому числі 30,7 % дітей у віці до 18 років та 15,1 % осіб у віці 65 років та старших.
Цивільне працевлаштоване населення становило 3128 осіб. Основні галузі зайнятості: освіта, охорона здоров'я та соціальна допомога — 20,8 %, роздрібна торгівля — 19,3 %, мистецтво, розваги та відпочинок — 16,5 %.